# Henderson (Minnesota)
Henderson ist eine Kleinstadt (mit dem Status „City“) im Sibley County im US-amerikanischen Bundesstaat Minnesota. Das U.S. Census Bureau hat bei der Volkszählung 2020 eine Einwohnerzahl von 960 ermittelt.

## Geografie
Henderson liegt im mittleren Süden Minnesotas am linken Ufer des Minnesota River. Die geografischen Koordinaten von Henderson sind 44°31′42″ nördlicher Breite und 93°54′28″ westlicher Länge. Die Stadt erstreckt sich über eine Fläche von 2,82 km².
Benachbarte Orte von Henderson sind Belle Plaine (17,9 km nordöstlich), New Prague (27,6 km östlich), Le Sueur (9,9 km südlich), Gaylord (26,6 km westlich), Arlington (20,7 km nordwestlich) und Green Isle (24,4 km nordnordwestlich).
Die nächstgelegenen größeren Städte sind Minneapolis (88,8 km nordöstlich), Minnesotas Hauptstadt Saint Paul (96,2 km in der gleichen Richtung), Rochester (152 km südöstlich), Iowas Hauptstadt Des Moines (357 km südlich), Omaha in Nebraska (496 km südsüdwestlich), Sioux Falls in South Dakota (293 km westsüdwestlich) und Fargo in North Dakota (401 km nordwestlich).

## Verkehr
Die älteste Verkehrsader ist der Minnesota River, über den die Stadt Anschluss an das Wasserstraßennetz des Mississippi und seiner Nebenflüsse hat.
Die Minnesota State Route 19 führt aus westlicher Richtung kommend als Hauptstraße durch das Stadtgebiet von Henderson und quert über eine Brücke den Minnesota River auf ihren weiteren Verlauf in östlicher Richtung. Mit der Einmündung in die MN 19 im Stadtzentrum erreicht die Minnesota State Route 93 ihren nördlichen Endpunkt. Alle weiteren Straßen sind untergeordnete Landstraßen, teils unbefestigte Fahrwege oder innerörtliche Verbindungsstraßen.
Der nächste größere Flughafen ist der Minneapolis-Saint Paul International Airport (82,8 km nordöstlich).

## Demografische Daten
Nach der Volkszählung im Jahr 2010 lebten in Henderson 886 Menschen in 377 Haushalten. Die Bevölkerungsdichte betrug 314,2 Einwohner pro Quadratkilometer. In den 377 Haushalten lebten statistisch je 2,35 Personen.
Ethnisch betrachtet setzte sich die Bevölkerung zusammen aus 97,5 Prozent Weißen, 0,2 Prozent Asiaten sowie 1,4 Prozent aus anderen ethnischen Gruppen; 0,9 Prozent stammten von zwei oder mehr Ethnien ab. Unabhängig von der ethnischen Zugehörigkeit waren 2,5 Prozent der Bevölkerung spanischer oder lateinamerikanischer Abstammung.
23,4 Prozent der Bevölkerung waren unter 18 Jahre alt, 61,0 Prozent waren zwischen 18 und 64 und 15,6 Prozent waren 65 Jahre oder älter. 52,1 Prozent der Bevölkerung war weiblich.

Das mittlere jährliche Einkommen eines Haushalts lag bei 52.500 USD. Das Pro-Kopf-Einkommen betrug 25.284 USD. 11,1 Prozent der Einwohner lebten unterhalb der Armutsgrenze.

## Bekannte Bewohner
- Henry Poehler (1833–1912), von 1879 bis 1881 demokratischer Abgeordneter des US-Repräsentantenhauses und langjähriger Bürgermeister von Henderson[5]